# Hoplolabis (Hoplolabis) asiatica
Hoplolabis (Hoplolabis) asiatica is een tweevleugelige uit de familie steltmuggen (Limoniidae). De soort komt voor in het Palearctisch en Nearctisch gebied.